# Yoshihide Ashikaga
Yoshihide Ashikaga (jap. 足利義栄 Ashikaga Yoshihide; ur. 1538, zm. 28 października 1568) –  31. siogun w dziejach Japonii, 14. siogun siogunatu Ashikaga.
Sprawował nominalną władzę przez parę miesięcy w 1568 (okres Muromachi). Syn Yoshifuyu wnuka 11. sioguna Yoshizumi Ashikaga.
Po urodzeniu otrzymał imię Yoshihide. Kiedy został siogunem, zmienił je na Yoshinaga, ale w historii zapisał się pod swym pierwotnym imieniem.

## Rządy (1568)
Yoshihide został siogunem w 1568 r., po trzech latach od śmierci swego kuzyna, 13. sioguna Yoshiteru Ashikaga.
Parę miesięcy po zaprzysiężeniu, Yoshihide umarł na chorobę zakaźną. W tym samym miesiącu Nobunaga Oda wkroczył ze swoją armią do Kioto, podporządkowując sobie stolicę i osadzając na urzędzie Yoshiakiego Ashikagę jako 15. sioguna.

## ErybakufuYoshihide
Lata rządów siogunów dzielone są na ery zwane nengō.
- Eiroku  (1558-1570)